# Pardosa jergeniensis
Pardosa jergeniensis är en spindelart som beskrevs av A. V. Ponomarev 1979. Pardosa jergeniensis ingår i släktet Pardosa och familjen vargspindlar. Inga underarter finns listade i Catalogue of Life.